# Champlost
Champlost ist eine französische Gemeinde mit 779 Einwohnern (Stand 1. Januar 2022) im Département Yonne in der Region Bourgogne-Franche-Comté (vor 2016 Bourgogne); sie gehört zum Arrondissement Auxerre und zum Kanton Brienon-sur-Armançon. Die Einwohner werden Champlostiens genannt.

## Geographie
Champlost liegt etwa 24 Kilometer nordnordöstlich von Auxerre. Umgeben wird Champlost von den Nachbargemeinden Arces-Dilo im Norden und Nordwesten, Venizy im Osten und Nordosten, Saint-Florentin im Süden und Südosten, Brienon-sur-Armançon im Südwesten, Mercy im Westen sowie Bellechaume im Westen und Nordwesten.

## Bevölkerungsentwicklung
| Jahr                      | 1962 | 1968 | 1975 | 1982 | 1990 | 1999 | 2006 | 2013 |
| Einwohner                 | 657  | 685  | 670  | 698  | 733  | 766  | 790  | 811  |
| Quelle: Cassini und INSEE |      |      |      |      |      |      |      |      |

## Sehenswürdigkeiten
- Kirche Saint-Vincent

## Persönlichkeiten
- Roger Rocher (192?–1997), Unternehmer